# Cuthbert Alport
Cuthbert James McCall Alport (22 mars 1912 – 28 octobre 1998), baron Alport, est un membre du parti conservateur britannique, du Cabinet.

## Formation et carrière militaire
« Cub » Alport étudie au Haileybury and Imperial Service College (en), en Angleterre et est diplômé du Pembroke College (Oxford) en 1934. Il est professeur assistant tutor (en) aux collèges Ashridge (en), Little Gaddesden, Hertfordshire  de 1935 à 1939. Pendant la Seconde Guerre mondiale, il combat au sein de l'Armée britannique comme officier dans les Royal Welch Fusiliers et les King's African Rifles. Il est officier général (GSO 1) du Commandement d'Afrique de l'Est (East Africa Command) entre 1944 et 1945.

## Carrière politique
Alport est « assistant secretary (en) » pour la direction éducation du Parti conservateur entre 1937 et 1939. Après la guerre, il devient directeur du Centre du Parti conservateur jusqu'en 1950. Il est élu député conservateur pour la circonscription de Colchester lors des élections générales de 1950, siège qu'il conserve jusqu'à sa nomination, le 16 février 1961, à la pairie à vie comme baron Alport de Colchester dans le comté d'Essex.
Entre 1955 et 1957, il occupe le poste d'adjoint du Postmaster General (en) au sein du gouvernement. Il est ministre d'État pour le ministère des Relations avec le Commonwealth entre 1959 et 1961. Il est nommé membre du Conseil privé. Il occupe les fonctions de Haut Commissaire (High Commissioner) de 1961 à 1963 dans la Fédération de Rhodésie et du Nyassaland (actuels Zambie, Zimbabwe et Malawi). À ce titre, il se trouve à Ndola dans la nuit du 17 au 18 septembre 1961 lorsque l'avion transportant le secrétaire général des Nations unies, Dag Hammarskjöld s'écrase. Lord Alport est critiqué pour avoir affirmé, peu de temps après la rupture de communication entre la tour de contrôle de Ndola et le DC-6 de l'ONU que Hammarskjöld avait sûrement dû partir ailleurs, ce qui a eu pour conséquence de retarder le lancement des recherches. Lord Alport est notoirement hostile à la politique que menait l'ONU en Afrique centrale et souhaitait que les Blancs de la Fédération du Rhodésie et du Nyassaland conservent le pouvoir. En 1967, il est nommé High Steward of Colchester (en) (un titre honorifique) et Deputy Lieutenant du lord-lieutenant de l'Essex en 1974. Lord Alport est fait docteur honoris causa de l'université de l'Essex en juillet 1997.
La correspondance de Lord Alport ainsi que ses papiers (les Alport Papers) sont consultables aux archives de l'université de l'Essex. Sa correspondance avec Roy Welensky est conservée à la bibliothèque Bodléienne de l'université d'Oxford.

## Ouvrages publiés
- Kingdoms in Partnership (1937)
- Hope in Africa (1952)
- The Sudden Assignment (1965)